# Nuits noires
Pour plus de détails, voir Fiche technique et Distribution.
Nuits noires (Beneath the Darkness) est un film américain réalisé par Martin Guigui, sorti en 2011.

## Synopsis
Après avoir assisté à la mort de leur meilleur ami, des adolescents enquêtent pour rattraper son assassin, par peur d'être les prochains sur la liste.

## Fiche technique
- Titre original : Beneath the Darkness
- Titre francophone : Nuits noires
- Réalisation : Martin Guigui
- Scénario : Bruce Wilkinson
- Décors : Christopher Stull
- Costumes : Amy Maner
- Photographie : Massimo Zeri
- Montage : Eric Potter
- Musique : Geoff Zanelli
- Casting : Dean E. Fronk
- Production : Ronnie D. Clemmer
  - Production exécutive : Brett Cullen
- Sociétés de production : Sunset Pictures
- Sociétés de distribution : Image Entertainment Inc.
- Budget : 8 millions de dollarsUS
- Pays d'origine :  États-Unis
- Langue originale : anglais
- Format : couleur - 2,35:1 - son Dolby Digital
- Genre : Thriller
- Durée : 80 minutes
- Date de sortie :
  - États-Unis : 6 janvier 2012
  - France :  14 août 2012 (direct-to-video)

## Distribution
- Dennis Quaid : Ely
- Aimee Teegarden : Abby
- Tony Oller : Travis
- Stephen Lunsford : Brian
- Devon Werkheiser : Danny
- Brett Cullen : Sgt. Nickerson
- Dahlia Waingort : Mme Moore
- Wilbur Penn : officier Wainright